# پریزیتس
پریزیتس (به آلمانی: Priesitz) یک منطقهٔ مسکونی در آلمان است که در باد اشمیدبرگ واقع شده‌است. پریزیتس ۲۷۱ نفر جمعیت دارد.